# 细天麻
细天麻（学名：Gastrodia gracilis）为兰科天麻属下的一个种。其种加词来源于拉丁文“gracilis”，意为“细长的”。